# 1.Fußball-Club Schweinfurt 05 2003-2004
Questa voce raccoglie le informazioni riguardanti il 1.Fußball-Club Schweinfurt 05 nelle competizioni ufficiali della stagione 2003-2004.

## Stagione
Nella stagione 2003-2004 il Schweinfurt, allenato da Hans-Jürgen Boysen e Rainer Hörgl, concluse il campionato di Regionalliga sud al 15º posto.

## Rosa
| N. |                     | Ruolo | Calciatore        |
| -- | ------------------- | ----- | ----------------- |
| 1  | Germania (bandiera) | P     | Ralf Scherbaum    |
| 2  | Germania (bandiera) | D     | Oliver Beer       |
| 3  | Germania (bandiera) | D     | Sven Löhner       |
| 4  | Germania (bandiera) | C     | Michael Miedl     |
| 5  | Germania (bandiera) | D     | Thomas Boden      |
| 6  | Germania (bandiera) | C     | Steffen Stockmann |
| 7  | Germania (bandiera) | A     | Florian Galuschka |
| 8  | Germania (bandiera) | C     | Bernd Winter      |
| 9  | Serbia (bandiera)   | D     | Minja Radovic     |
| 10 | Ungheria (bandiera) | C     | Laszlo Kanyuk     |
| 11 | Germania (bandiera) | A     | Thomas Brendel    |
| 12 | Croazia (bandiera)  | A     | Stipan Jakic      |
| 13 | Germania (bandiera) | D     | Marcel Trehkopf   |
| 14 | Germania (bandiera) | C     | Manfred Kroll     |

| N. |                               | Ruolo | Calciatore        |
| -- | ----------------------------- | ----- | ----------------- |
| 15 | Germania (bandiera)           | D     | Dubravko Kolinger |
| 17 | Germania (bandiera)           | C     | Daniel Rinbergas  |
| 18 | Serbia (bandiera)             | A     | Veselin Popović   |
| 19 | Macedonia del Nord (bandiera) | D     | Oliver Gorgiev    |
| 20 | Germania (bandiera)           | P     | Manuel Schoppel   |
| 21 | Germania (bandiera)           | P     | Christian Mack    |
| 22 | Germania (bandiera)           | D     | Marcel Gerber     |
| 23 | Germania (bandiera)           | C     | Sascha Hof        |
| 24 | Grecia (bandiera)             | A     | Waios Dinudis     |
| 25 | Hong Kong (bandiera)          | C     | Andy Nägelein     |
| 26 | Giappone (bandiera)           | C     | Yu Shimamura      |
| 27 | Germania (bandiera)           | A     | Markus Lützler    |
|    | Germania (bandiera)           | A     | Stipan Jakic      |

## Organigramma societario
Area tecnica
- Allenatore: Rainer Hörgl
- Allenatore in seconda:
- Preparatore dei portieri: Norbert Kleider
- Preparatori atletici:
- Analisi video:

## Calciomercato

### Sessione estiva
| Acquisti | Acquisti        | Acquisti           | Acquisti |
| R.       | Nome            | da                 | Modalità |
| -------- | --------------- | ------------------ | -------- |
| A        | Waios Dinudis   | Aubstadt           |          |
| A        | René Handreck   | Energie Cottbus    |          |
| A        | Markus Lützler  | Wacker Burghausen  |          |
| D        | Marcel Trehkopf | Energie Cottbus II |          |
| C        | Bernd Winter    | Preußen Münster    |          |
| C        | Holger Wohland  | TSV Schönaich      |          |

| Cessioni | Cessioni          | Cessioni                   | Cessioni |
| R.       | Nome              | a                          | Modalità |
| -------- | ----------------- | -------------------------- | -------- |
| C        | Aleksandar Ciric  | Reutlingen                 |          |
| C        | Almir Delic       | Saarbrücken                |          |
| D        | Volker Grimminger | TSV Crailsheim             |          |
| D        | José Soares       | Al-Ettifaq                 |          |
| A        | Mauro Bastos      | Barreirense                |          |
| D        | Ange Oueifio      | SC de Bangui               |          |
| C        | Thorsten Seufert  | Großbardorf                |          |
| C        | Roland Stein      | Template:Calcio 1. FC Sand |          |
| C        | Dietmar Wuttke    | Reutlingen                 |          |

### Sessione invernale
| Acquisti | Acquisti       | Acquisti  | Acquisti |
| R.       | Nome           | da        | Modalità |
| -------- | -------------- | --------- | -------- |
| A        | Thomas Brendel | Eschborn  |          |
| D        | Minja Radovic  | Vojvodina |          |

| Cessioni | Cessioni        | Cessioni       | Cessioni |
| R.       | Nome            | a              | Modalità |
| -------- | --------------- | -------------- | -------- |
| C        | Holger Wohland  | MTV Ingolstadt |          |
| C        | Adil El-Barhami | Hoffenheim     |          |

## Risultati

### Regionalliga

#### Girone di andata
| Arbitro: | Dingert |

|                                              |           |             |
| Rogosic 16’ (rig.) Seeber 23’ Demirkiran 58’ | Marcatori | 30’ Gorgiev |

| Arbitro: | Drees |

|  |           |                       |
|  | Marcatori | 71’ Guerrero 82’ Fink |

| Arbitro: | Welz |

|                                                   |           |                |
| Kotula 26’ Toborg 60’ van Buskirk 63’ Nauroth 85’ | Marcatori | 13’ El-Barhami |

| Arbitro: | Probst |

|              |           |           |
| Kolinger 60’ | Marcatori | 46’ Mesic |

| Arbitro: | Steinborn |

|                             |           |                                 |
| Glibo 31’ Mifsud 82’ (rig.) | Marcatori | 67’ (rig.) Popović 85’ Kolinger |

| Arbitro: | Braun |

|                                   |           |                     |
| Dworschak 75’ (aut.) Kolinger 87’ | Marcatori | 15’ Menze 39’ Petry |

| Arbitro: | Karle |

|              |           |           |
| Guerrera 29’ | Marcatori | 85’ Jakic |

| Arbitro: | Schiffner |

|            |           |            |
| Lützler 5’ | Marcatori | 36’ Donato |

| Arbitro: | Sippel |

|  |           |            |
|  | Marcatori | 67’ Löhner |

| Arbitro: | Walz |

|                                                    |           |  |
| Lützler 33’ Galuschka 63’ Popović 81’ Nägelein 83’ | Marcatori |  |

| Arbitro: | Schmidt |

|                                    |           |              |
| Backert 62’ Krause 65’ Blessin 86’ | Marcatori | 7’ Shimamura |

| Arbitro: | Sahler |

|             |           |                      |
| Popović 53’ | Marcatori | 29’ Hleb 79’ Vujevic |

| Arbitro: | Kristek |

|                               |           |  |
| Babatz 52’ Ziegner 86’ (rig.) | Marcatori |  |

| Arbitro: | Brombacher |

|                          |           |  |
| Kolinger 67’ Lützler 90’ | Marcatori |  |

| Arbitro: | Steinborn |

|                                                |           |  |
| Hebestreit 35’, 56’ Müller 43’ Kresin 82’, 83’ | Marcatori |  |

| Arbitro: | Welz |

|                             |           |  |
| Walther 40’ (rig.) Eger 54’ | Marcatori |  |

| Arbitro: | Viktora |

|             |           |           |
| Popović 66’ | Marcatori | 40’ Choji |

#### Girone di ritorno
| Arbitro: | Brych |

|                           |           |                          |
| Popović 60’ Galuschka 84’ | Marcatori | 62’ Seeber 90’ Hentschke |

| Arbitro: | Dingert |

|  |           |               |
|  | Marcatori | 20’ Galuschka |

| Arbitro: | Kammerer |

|                                                               |           |                 |
| Popović 28’, 45’ (rig.) Galuschka 62’ Lützler 75’ Gorgiev 88’ | Marcatori | 69’ van Buskirk |

| Arbitro: | Braun |

|                                 |           |                          |
| Benda 7’ Catizone 34’ Braun 48’ | Marcatori | 54’ Kolinger 66’ Brendel |

| Arbitro: | Karle |

|                                       |           |              |
| Lützler 41’ Galuschka 47’ Popović 60’ | Marcatori | 24’ Boskovic |

| Arbitro: | Palilla |

|  |           |                                                     |
|  | Marcatori | 40’, 45’ Popović 65’ Lützler 81’ Brendel 83’ Kanyuk |

| Arbitro: | Schalk |

|                           |           |                           |
| Galuschka 51’ Popović 66’ | Marcatori | 19’ Gaubatz 55’ Abdel-Haq |

| Arbitro: | Kristek |

|           |           |                       |
| Nuhic 87’ | Marcatori | 18’ Winter 55’ Kanyuk |

| Arbitro: | Maier |

|                       |           |                         |
| Kolinger 9’ Miedl 40’ | Marcatori | 61’ Zani 80’ Manislavic |

| Arbitro: | Kempter |

|                                        |           |                                              |
| Ollhoff 10’, 23’ (rig.), 33’ Ropic 79’ | Marcatori | 25’ Galuschka 69’ (rig.) Popović 78’ Brendel |

| Arbitro: | Raquet |

|              |           |  |
| Kolinger 23’ | Marcatori |  |

| Arbitro: | Kammerer |

|                        |           |  |
| Gómez 50’ Guščinas 58’ | Marcatori |  |

| Arbitro: | Polony |

|             |           |  |
| Popović 35’ | Marcatori |  |

| Arbitro: | Brombacher |

|           |           |             |
| Gunkel 5’ | Marcatori | 25’ Brendel |

| Arbitro: | Drees |

|             |           |            |
| Brendel 23’ | Marcatori | 83’ Müller |

| Arbitro: | Welz |

|                          |           |                                                    |
| Kanyuk 46’ Rinbergas 50’ | Marcatori | 23’ Hilbert 30’ Schmid 41’, 65’ Huber 78’ Schrepel |

| Arbitro: | Trautmann |

|                      |           |             |
| Stuff 57’ Hagner 62’ | Marcatori | 42’ Brendel |

## Statistiche

### Statistiche di squadra
| Competizione     | Punti | In casa | In casa | In casa | In casa | In casa | In casa | In trasferta | In trasferta | In trasferta | In trasferta | In trasferta | In trasferta | Totale | Totale | Totale | Totale | Totale | Totale | DR |
| Competizione     | Punti | G       | V       | N       | P       | Gf      | Gs      | G            | V            | N            | P            | Gf           | Gs           | G      | V      | N      | P      | Gf     | Gs     | DR |
| ---------------- | ----- | ------- | ------- | ------- | ------- | ------- | ------- | ------------ | ------------ | ------------ | ------------ | ------------ | ------------ | ------ | ------ | ------ | ------ | ------ | ------ | -- |
| Regionalliga sud | 41    | 17      | 6       | 8       | 3       | 31      | 23      | 17           | 4            | 3            | 10           | 22           | 35           | 34     | 10     | 11     | 13     | 53     | 58     | -5 |
| Totale           | 41    | 17      | 6       | 8       | 3       | 31      | 23      | 17           | 4            | 3            | 10           | 22           | 35           | 34     | 10     | 11     | 13     | 53     | 58     | -5 |

### Andamento in campionato
| Giornata  | 1  | 2  | 3  | 4  | 5  | 6  | 7  | 8  | 9  | 10 | 11 | 12 | 13 | 14 | 15 | 16 | 17 | 18 | 19 | 20 | 21 | 22 | 23 | 24 | 25 | 26 | 27 | 28 | 29 | 30 | 31 | 32 | 33 | 34 |
| --------- | -- | -- | -- | -- | -- | -- | -- | -- | -- | -- | -- | -- | -- | -- | -- | -- | -- | -- | -- | -- | -- | -- | -- | -- | -- | -- | -- | -- | -- | -- | -- | -- | -- | -- |
| Luogo     | T  | C  | T  | C  | T  | C  | T  | C  | T  | C  | T  | C  | T  | C  | T  | T  | C  | C  | T  | C  | T  | C  | T  | C  | T  | C  | T  | C  | T  | C  | T  | C  | C  | T  |
| Risultato | P  | P  | P  | N  | N  | N  | N  | N  | V  | V  | P  | P  | P  | V  | P  | P  | N  | N  | V  | V  | P  | V  | V  | N  | V  | N  | P  | V  | P  | V  | N  | N  | P  | P  |
| Posizione | 14 | 17 | 18 | 18 | 18 | 18 | 18 | 17 | 16 | 13 | 15 | 15 | 17 | 17 | 17 | 17 | 17 | 17 | 17 | 16 | 17 | 15 | 14 | 13 | 11 | 11 | 12 | 11 | 13 | 10 | 12 | 12 | 15 | 15 |

Legenda:

Luogo: C = Casa; T = Trasferta. Risultato: V = Vittoria; N = Pareggio; P = Sconfitta.

### Statistiche dei giocatori
| O. Beer       | 29 | 0  | 9 | 2 |
| T. Boden      | 28 | 0  | 8 | 0 |
| T. Brendel    | 14 | 6  | 1 | 0 |
| W. Dinudis    | 0  | 0  | 0 | 0 |
| A. El-Barhami | 10 | 1  | 0 | 0 |
| F. Galuschka  | 26 | 7  | 2 | 0 |
| M. Gerber     | 13 | 0  | 2 | 0 |
| O. Gorgiev    | 29 | 2  | 2 | 0 |
| R. Handreck   | 2  | 0  | 1 | 0 |
| S. Hof        | 0  | 0  | 0 | 0 |
| S. Jakic      | 0  | 0  | 0 | 0 |
| L. Kanyuk     | 14 | 3  | 2 | 0 |
| D. Kolinger   | 31 | 7  | 1 | 1 |
| M. Kroll      | 13 | 0  | 3 | 0 |
| S. Löhner     | 25 | 1  | 7 | 0 |
| M. Lützler    | 28 | 6  | 2 | 0 |
| C. Mack       | 1  | 0  | 0 | 0 |
| M. Miedl      | 25 | 1  | 3 | 0 |
| A. Nägelein   | 26 | 1  | 2 | 0 |
| V. Popović    | 32 | 13 | 5 | 1 |
| M. Radovic    | 1  | 0  | 0 | 0 |
| D. Rinbergas  | 9  | 1  | 1 | 0 |
| R. Scherbaum  | 23 | 0  | 0 | 0 |
| M. Schoppel   | 11 | 0  | 0 | 0 |
| Y. Shimamura  | 15 | 1  | 1 | 0 |
| S. Stockmann  | 10 | 0  | 1 | 0 |
| M. Trehkopf   | 12 | 0  | 0 | 1 |
| B. Winter     | 15 | 1  | 5 | 0 |
| H. Wohland    | 5  | 0  | 3 | 0 |